# Abrahamiusz Smoleński
Abrahamiusz (zm. w końcu XII lub na pocz. XIII w.) – mnich prawosławny, założyciel monasteru Złożenia Szat Matki Bożej w Blachernie w Smoleńsku, święty mnich.

## Życiorys
Jedynym źródłem opisującym życie Abrahamiusza jest żywot spisany przez jego ucznia, mnicha Efrema. Według niego przyszły pustelnik należał do świty księcia smoleńskiego Romana Rościsławowicza, a do monasteru wstąpił po śmierci rodziców, składając wieczyste śluby mnisze w klasztorze Zaśnięcia Matki Bożej pod Smoleńskiem. Wyświęcony na hieromnicha został podczas panowania w Smoleńsku księcia Mścisława II.
Hieromnich Abrahamiusz, według żywota, prowadził ascetyczne życie, był również słynnym kaznodzieją i wyjątkowym erudytą. W swoich kazaniach wzywał do szczególnie surowego życia. Wierni za życia zaczęli otaczać go wyjątkową czcią, porównując go do proroków. W rezultacie Abrahamiusz znalazł się w konflikcie z
duchowieństwem parafii w Smoleńsku oraz z biskupem smoleńskim Ignacym. Przełożony monasteru, w którym żył hieromnich, zabronił mu publicznego głoszenia kazań, a następnie wydalił do monasteru Podwyższenia Krzyża Pańskiego w Smoleńsku. Abrahamiusz stanął wreszcie przed sądem cerkiewnym. Chociaż bronił go nawet książę smoleński, Abrahamiusz został uznany za winnego herezji i czytania zabronionych ksiąg, a następnie suspendowany. Karę kościelną zdjęto z hieromnicha po pięciu latach.
W kolejnych latach stosunki hieromnicha z biskupem smoleńskim układały się znacznie lepiej. Abrahamiusz otrzymał zgodę na otwarcie własnego klasztoru pod wezwaniem Złożenia Szat Matki Bożej w Blachernie. Mnichów do tegoż klasztoru dobierał ze szczególną surowością, zadbał również o wystrój monasterskich świątyń. Według żywota Abrahamiusz przeżył po utworzeniu monasteru jeszcze pięćdziesiąt lat, nadal trwając w surowej ascezie. Zajmował się również ikonopisaniem. Był autorem wyobrażeń Sądu Ostatecznego po powtórnym przyjściu Chrystusa oraz scen mytarstw, jednak jego ikony nie przetrwały.
Abrahamiusz został formalnie kanonizowany na soborze Rosyjskiego Kościoła Prawosławnego w 1549; jego nieformalny kult zaistniał krótko po jego śmierci i nieustannie trwał. Losy relikwii świętego nie są znane. Według jednej z wersji zostały ukryte po wkroczeniu wojsk polskich do Smoleńska w 1611 i nigdy ich nie odnaleziono. Według innej w XIX w. nadal znajdowały się w cerkwi monasteru założonego przez Abrahamiusza.